# Berłóweczka łuskowata

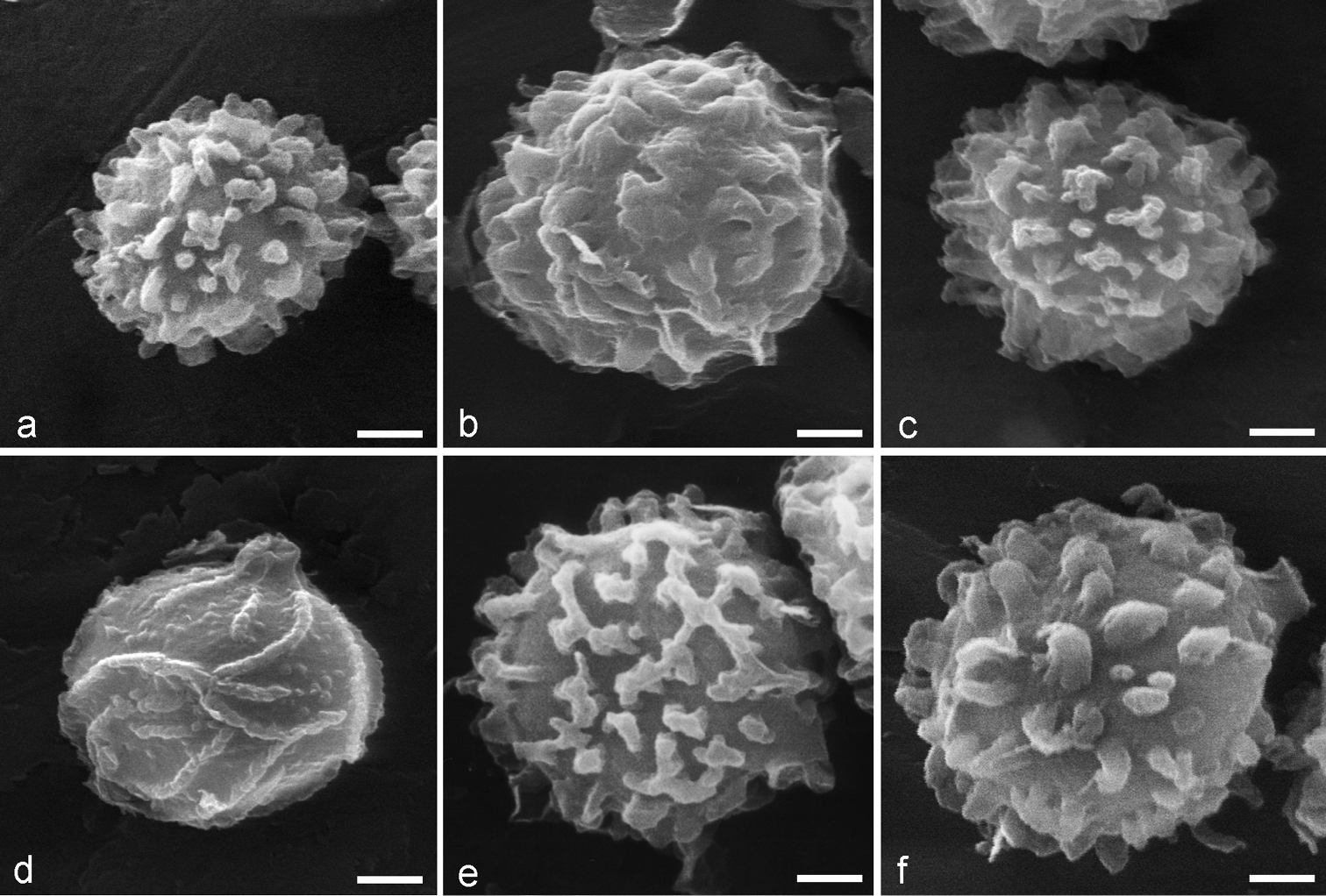
Zarodniki: a T. punctatum; b T. simulans; c T. squamosum; d T. striatum; e T. subsquamosum; f T. winterhoffii

Berłóweczka łuskowata, pałeczka łuskowata (Tulostoma squamosum (J.F. Gmel.) Pers.) – gatunek grzybów z rodziny pieczarkowatych (Agaricaceae).

## Systematyka i nazewnictwo
Pozycja w klasyfikacji według Index Fungorum: Tulostoma, Agaricaceae, Agaricales, Agaricomycetidae, Agaricomycetes, Agaricomycotina, Basidiomycota, Fungi.
Po raz pierwszy zdiagnozował go w 1792 r. Johann Friedrich Gmelin nadając mu nazwę Lycoperdon squamosum. Obecną, uznaną przez Index Fungorum nazwę nadał mu Christiaan Hendrik Persoon w 1801 r.
Synonimy:
- Lycoperdon squamosum J.F. Gmel. 1792
- Tulostoma mammosum var. squamosum (J.F. Gmel.) Fr. ex Sacc. 1888

W polskim piśmiennictwie mykologicznym gatunek ten opisywany był w 1991 roku przez Wandę Rudnicką-Jezierską jako pałeczka łuskowata. Nazwę berłóweczka łuskowata zaproponował Władysław Wojewoda w 2003 roku.

## Morfologia
Owocnik
Młody owocnik jest kulisty lub jajowaty, i powstaje pod ziemią (hypogeicznie). W trakcie dojrzewania wykształca się trzon przebijający się ponad ziemię, a na jego szczycie powstaje kulista główka o średnicy 0,7–1,2 cm. Jej zewnętrzna warstwa (egzoperydium) jest błoniaste, kruche, białoochrowe. U dojrzałych owocników stopniowo odpada, utrzymuje się jednak dość długo, tworząc ciemniejszą, nierówną strukturę i odsłaniając pergaminowate, sztywne i gładkie endoperydium o barwie od jasnożółtej do jasnoochrowej z kasztanowatym odcieniem. Endoperydium pęka na szczycie rurkowatym ujściem o barwie brudnobrązowej lub ciemnoszarej. Brzegi ujścia dość długo pozostają równe. Trzon ma wysokość do 6 cm, średnicę około 0,2–0,4 cm, barwę od cynamonowej do brązowej. W środku jest pusty, na całej powierzchni nierównomiernie pokryty przylegającymi włókienkami o ostro zakończonych końcach. W stanie suchym jest bruzdowany. Wyrastające z podstawy strzępki często bulwiasto splątane i obejmujące cząstki podłoża. Gleba ochrowordzawa.
Cechy mikroskopowe
Włośnia o grubości do 7 μm, prawie przezroczysta i bezbarwna, tylko przy przegrodach nieco żółtawa i poszerzona, grubościenna, rozgałęziona, ze zgrubieniami wokół przegród. Zarodniki kuliste, o średnicy 4,5–6,5 μm, żółtobrązowe, delikatnie kolczaste.
Gatunki podobne
Berłóweczka zimowa (Tulostoma brumale), która jest dużo mniejsza.

## Występowanie i siedlisko
W Polsce do 2020 r. podano 5 stanowisk, ale wszystkie są błędne i dotyczą innego gatunku. W opracowaniu Czerwona lista roślin i grzybów Polski berłóweczka łuskowata jest zaliczona do kategorii gatunków wymierających (E). Jego przetrwanie jest mało prawdopodobne, jeśli nadal będą istnieć czynniki zagrożenia. Znajduje się na listach gatunków zagrożonych także w Niemczech i Szwecji. W Polsce podlega ścisłej ochronie gatunkowej.
Występuje na podłożach suchych, piaszczystych, wapiennych, gliniastych, na próchnicy. Owocniki pojawiają się od wiosny do późnej jesieni.